# Ohne dich (Rammstein)
Ohne dich è un singolo del gruppo musicale tedesco Rammstein, pubblicato il 22 novembre 2004 come terzo estratto dal quarto album in studio Reise, Reise.

## Descrizione
La musica è basata su un'idea iniziale del tastierista Christian Lorenz e si discosta dallo stile principale del gruppo, avvicinandosi maggiormente alla power ballad. Il testo parla invece del dolore che si prova a causa dell'improvvisa mancanza di una persona.

## Tracce
CD
1. Ohne dich (Album Edit) – 4:32
2. Ohne dich (Mina Harker's Version - Remix by Laibach) – 3:59

CD maxi
1. Ohne dich (Album Edit) – 4:32
2. Ohne dich (Mina Harker's Version- Remix by Laibach) – 4:09
3. Ohne dich (Sacred Mix - Remix by Sven Helbig) – 4:34
4. Ohne dich (Schiller Mix) – 5:22
5. Ohne dich (Under Byen Remix) – 5:48
6. Ohne dich (Beta Version) – 4:23

## Formazione
Gruppo
- Christoph Doom Schneider – batteria
- Doktor Christian Lorenz – tastiera
- Till Lindemann – voce
- Paul Landers – chitarra
- Richard Z. Kruspe-Bernstein – chitarra
- Oliver Riedel – basso

Altri musicisti
- Olsen Involtini – arrangiamento strumenti ad arco
- Deutsches Filmorchester Babelsberg – orchestra
- Wolf Kerschek – direzione orchestra
- Bärbel Bühler – oboe
- Köpenicker Zupforchester – mandolino

Produzione
- Jacob Hellner – produzione
- Rammstein – produzione
- Ulf Kruckenberg – ingegneria del suono
- Florian Ammon – programmazione Logic e Pro Tools
- Stefan Glaumann – missaggio
- Howie Weinberg – mastering
- Michael Schubert – ingegneria orchestra